# Annona sylvatica
Annona sylvatica là loài thực vật có hoa thuộc họ Na. Loài này được Augustin François César Prouvençal de Saint-Hilaire miêu tả khoa học đầu tiên năm 1825.